# アマゾンの男
『アマゾンの男』（Amazone）は2000年のフランス、スペイン合作による映画。
『リオの男』などで知られるフィリップ・ド・ブロカ監督、ジャン＝ポール・ベルモンド主演のコンビによる最後の作品。内容も『リオの男』へのノスタルジーとセルフオマージュを込めたものとなっている。
日本では劇場公開やソフト化が行われなかったが、2021年、特集上映「ジャン＝ポール･ベルモンド傑作選」第2弾にて初公開された。

## キャスト
- エドゥアール：ジャン＝ポール・ベルモンド
- マルゴー：アリエル・ドンバール
- ジェフ：パトリック・ブシテー（フランス語版）
- ルル：ティルダ・バレ
- ヴィルヌーヴ大佐：アンドレ・ペンヴルン（フランス語版）

## スタッフ
- 監督：フィリップ・ド・ブロカ
- 製作：アラン・サルド
- 製作総指揮：クリスティーヌ・ゴズラン
- 脚本：フィリップ・ド・ブロカ、セルジュ・フリードマン
- 撮影：ジャン＝フランソワ・ロバン
- 編集：ヘンリ・ラノー
- 音楽：アレクサンドル・デスプラ